# آی‌اس-۳
آی‌اس-۳ (به روسی: ИС-3) یک تانک سنگین ساخت اتحاد جماهیر شوروی است که اواخر جنگ جهانی دوم طراحی شد و با وجود این که در این جنگ به‌کارگرفته نشد، برای چندین دهه در ارتش سرخ و نیروهای مسلح کشورهای متحد شوروی خدمت کرد و در شماری دیگر از درگیری‌های نظامی از جمله جنگ کره استفاده گردید.

## مشخصات فنی

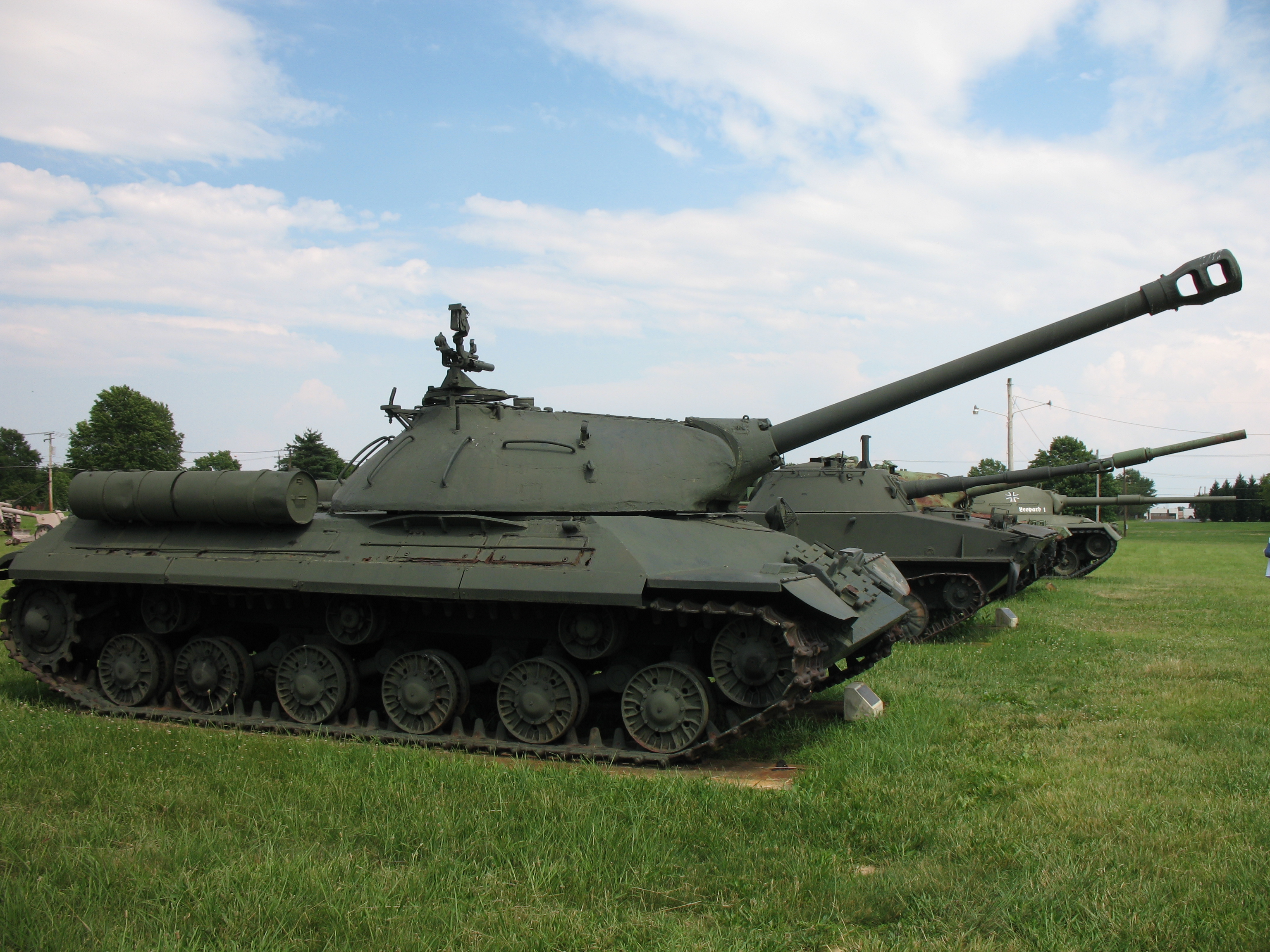

### مشخصات عمومی
- خدمه: ۴ نفر

ابعاد
- طول:
  - کلی: ۱۰ متر
  - بدون توپ: ۶٫۶۵ متر
- عرض: ۳٫۲ متر
- ارتفاع: ۲٫۷ متر
- ارتفاع از سطح زمین: ۴۵ سانتی‌متر

شنی
- عرض شنی: ۶۵ سانتی‌متر
- تماس با زمین: ۴.۳ متر
- فاصله دندانه‌های شنی: ۱۶ سانتی‌متر

وزن
- وزن باگذاری‌شده: ۴۵.۸ تن
- فشار بر زمین: ۰.۷۹ کیلوگرم بر سانتی‌متر مربع

زره
- برجک: ۲۵ تا ۲۳۰ میلی‌متر
- بدنه:
  - جلو: ۱۱۰ تا ۱۲۰ میلی‌متر
  - اطراف: ۶۰ تا ۹۰ میلی‌متر
  - پشت: ۶۰ تا ۹۰ میلی‌متر
  - کف: ۲۰ تا ۳۵ میلی‌متر
  - سقف: ۲۵ تا ۴۵ میلی‌متر

پیشرانه
- نیرومحرکه: یک موتور دیزل ۱۲ سیلندر وی‌شکل وی-۲-آی‌اس خنک‌شونده با آب: ۵۱۹ اسب بخار در ۲۲۰۰ دور بر دقیقه
- ظرفیت سوخت: ۴۰۰ لیتر

### عملکرد
- حداکثر سرعت:
  - در جاده: ۳۷ کیلومتر بر ساعت
  - خارج از جاده: ۱۹ کیلومتر بر ساعت
- پایاسیر: ۲۴ کیلومتر بر ساعت
- حداکثر برد:
  - در جاده: ۲۱۰ کیلومتر
  - خارج از جاده: ۱۵۰ کیلومتر

عبور از موانع
- حداکثر زاویه: ۳۶ درجه
- حداکثر ارتفاع: ۱ متر
- حداکثر عرض سنگر: ۲٫۵ متر
- حداکثر عمق آب: ۱.۳ متر

### تسلیحات
- اصلی: ۱ × توپ دو منظوره کالیبر ۱۲۲ میلی‌متر دی-۲۵ ام-۱۹۴۳ ال/۴۳: ۲۸ گلوله
- زاویه بالا و پایین شدن توپ: ۲۰+/۳-
- ثانویه:
  - ۲ × مسلسل کالیبر ۷٫۶۲ میلی‌متر دی‌تی: ۱۰۰۰ گلوله
  - ۱ × مسلسل ضدهوایی دوشکا: ۹۴۵ گلوله[۱]